# Aalbert Pos

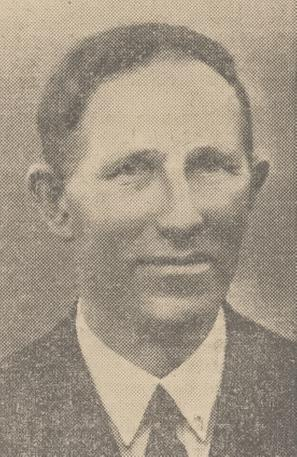
A. Pos (ca. 1938)

Aalbert Pos (Utrecht, 23 oktober 1888 – ?) was een Nederlands politicus van de CHU. 
Hij werd geboren als zoon van Aalbert Pos (ca. 1855) en Willemijntje Burggraaf (ca. 1852). Hij ging in 1904 werken bij de gemeentesecretarie van Vleuten en was vanaf 1909 werkzaam bij de gemeente Benschop. In 1914 trad hij als commies in dienst bij de gemeente Utingeradeel. Hij volgde in 1917 G. Taapken op als gemeentesecretaris van Beesd. Pos werd daar in 1938 benoemd tot burgemeester. Kort na de bevrijding in 1945 kreeg Beesd een waarnemend burgemeester maar vanaf 1946 was Pos weer in functie als burgemeester van die gemeente. In 1953 ging hij met pensioen. 